# Edifici Lope de Vega
L'Edifici Lope de Vega o Edifici Los Sótanos es troba als números 53, 55, 57 i 59 de la Gran Via de Madrid (Espanya), fent cantonada amb el carrer de San Bernardo. Va ser projectat en 1944 pels arquitectes Julián Otamendi (autor de l'Edifici Espanya de la Plaza d'España) i el seu germà Joaquín (responsable juntament amb Antonio Palacios de l'Edifici de Correos de la Plaça de Cibeles). El contracte d'obra fou degut a la Compañía Madrileña Urbanizadora.
A l'edifici se situa el Teatro Lope de Vega i l'Hotel Emperador. L'edifici posseeix uns baixos denominats Lope de Vega.

## Història

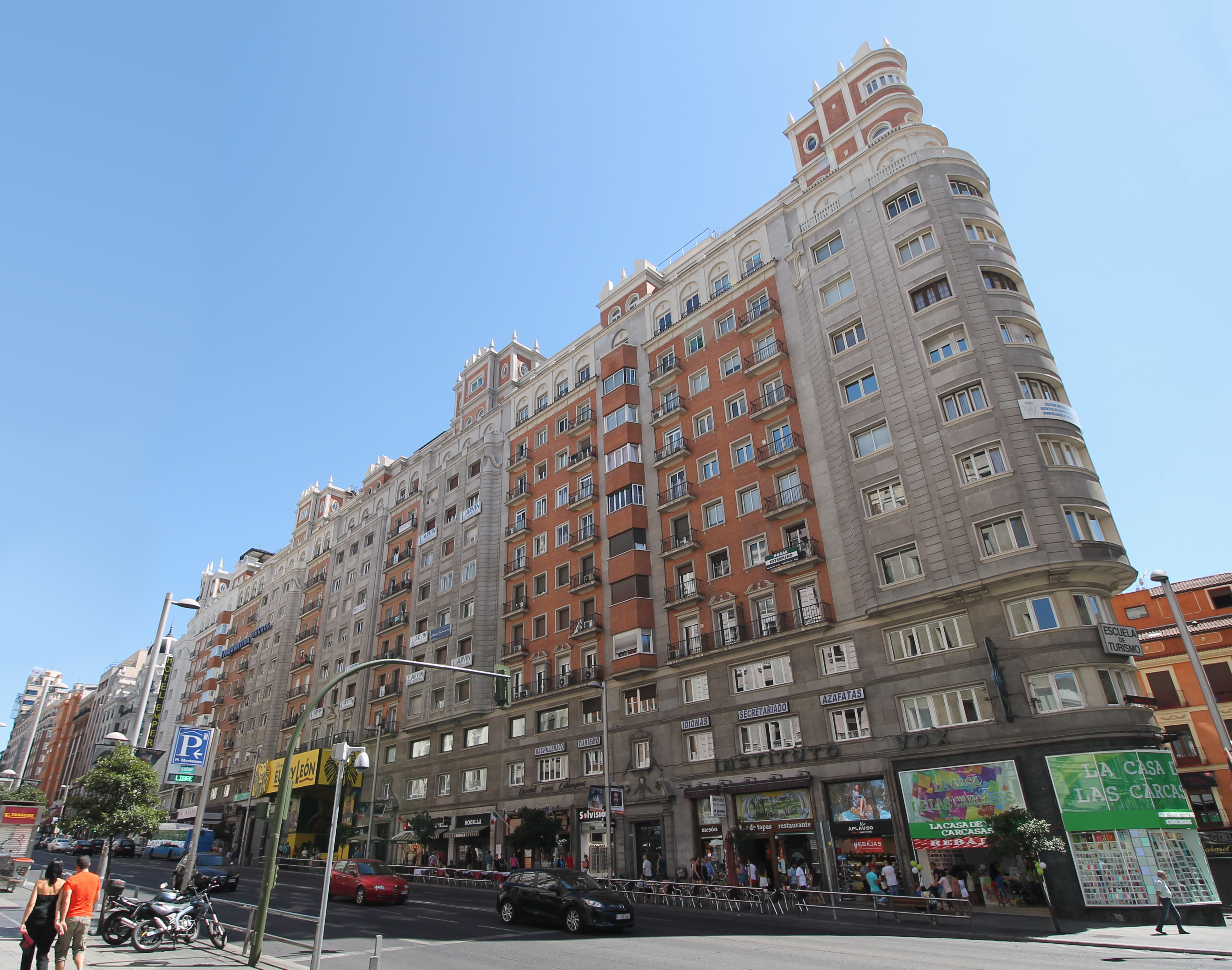
Façana nord-oest

En aquest solar es trobava antigament la Casa Profesa, derrocada en els anys trenta. El 1944 la Compañía Urbanizadora Madrileña, després de les operacions urbanístiques realitzades a la Glorieta de Cuatro Caminos, decideix construir un edifici voluminós en el tercer tram de la Gran Via, després d'adquirir el solar de cinc mil dos-cents metres quadrats per 115 milions de pessetas.
Construeixen l'edifici en quatre anys: De 1945 a 1949. L'any 1950 obre l'Hotel Emperador. El Teatro Lope de Vega va ser inaugurat el 16 d'abril de 1949. Es va especialitzar en espectacles musicals. En 1954 es va instal·lar una pantalla de cinema, convertint-se en Teatro Cine Lope de Vega, inaugurat el 12 de desembre d'aquest mateix any.